# Ніреський водоспад
Ні́реський водоспа́д — водоспад в Українських Карпатах, у масиві Тупий (Закарпатська область). Розташований на північ від західної околиці міста Хуста, на потоці Ніреш (права притока Тиси), в урочищі Поляшки. 
Водоспад розділений на 2 потоки, між якими виступає андезитова скеля. У ній вода вимила п'ять заглибин (до 70 см), які в народі називаються «горшками».